# Ord och Bild
Ord och Bild, oggi Ord&Bild (Parola e Immagine) è la più antica rivista svedese di cultura.

## Storia editoriale
Fondata nel 1892 da Karl Wåhlin e tutt'oggi pubblicata, ha sede, dal 1980, a Göteborg. Ospita principalmente contributi inerenti all'analisi politica, filosofica e letteraria. È notoriamente caratterizzata da un forte pluralismo, favorito da una storica tradizione indipendente, ovvero dall'assenza di una proprietà forte, capace di condizionarne l'indirizzo.